# KFC Berendrecht Sport
KFC Berendrecht Sport is een Belgische voetbalclub uit Berendrecht. De club is aangesloten bij de KBVB met stamnummer 4446 en heeft groen en wit als kleuren. KFC Berendrecht is actief in de provinciale reeksen.

## Geschiedenis
Berendrecht Sport werd in 1928 opgericht. Men sloot zich aan bij de Vlaamse Voetbalbond, waar men in competitie speelde tot 1939. In 1939/40 werd geen competitie gespeelde omwille van de oorlog. Daarna speelde men in het Liefhebbersvoetbalverbond en vanaf 1942 weer bij de Vlaamse Voetbalbond. Na nog een onderbreking in 1944/45 speelde men weer bij het het Liefhebbersvoetbalverbond. Uiteindelijk sloot men zich in 1946 aan bij de Belgische Voetbalbond, waar men stamnummer 4446 kreeg toegekend.
Berendrecht Sport ging er de provinciale reeksen spelen. Men bleef er in derde en vierde provinciale spelen.

## Trivia
- Elk jaar gaan op Verloren maandag leden van de vereniging met Hanske Knap rond door Berendrecht met Hanske Knap om geld in te zamelen voor de (jeugd)ploeg.